# تپه شیشه قلعه ۲
تپه شیشه قلعه ۲ مربوط به دوران‌های تاریخی پس از اسلام است و در شهرستان بویین زهرا، بخش دشتابی، روستای شیشه قلعه واقع شده و این اثر در تاریخ ۲۲ مرداد ۱۳۸۴ با شمارهٔ ثبت ۱۳۲۳۷ به‌عنوان یکی از آثار ملی ایران به ثبت رسیده است.